# مبسم (آلة نحاسية)
المَبْسَم في آلات النفخ النحاسية هو جزء من الآلة يوضع على شفاه العازف.